# 37-es busz (Debrecen)

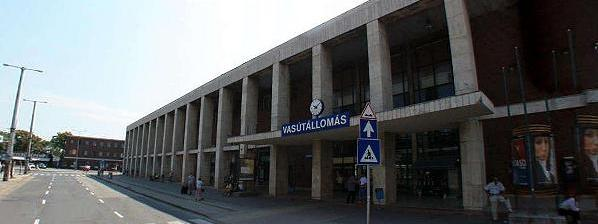
Nagyállomás

A debreceni 37-es jelzésű autóbusz a Nagyállomás és  Haláp között közlekedik. Útvonala során érinti a Debrecen-Szabadságtelep vasúti megállóhelyet, a Zsuzsi kisvasutat, a Kondorosi Csárdát, Kondorost, Fancsikát, Csereerdőt, a nagycserei iskolát, a nagycserei fatelepet, a nagycserei orvosi rendelőt, a halápi útőrházat, a Halápi Csárdát és Halápot.

## Története
2002. augusztus 1-jén indult az Attila tér – Baross utca – Faraktár utca – Vámospércsi út – 48-as út – Haláp útvonalon. 2010-ben az első és utolsó járatot összevonták a 45-össel és így jött létre a 45H busz. A 2011-es menetrendváltozás III. ütemében a Nagyállomásig hosszabbították. 2014. február 28-án megszűnt a 45H, másnaptól ismét közlekednek az első és utolsó járatok. A járat naponta néhányszor közlekedett kezdetben, viszont ma már a nap nagy részében óránként vagy másfél óránként közlekedik.

## Járművek
A viszonylaton Alfa Cívis 12 szóló buszok közlekednek.

## Útvonala
| Év        | Végállomások        | Útvonal oda                                                                                        | Útvonal vissza                                                                                     |
| --------- | ------------------- | -------------------------------------------------------------------------------------------------- | -------------------------------------------------------------------------------------------------- |
| 2002-2011 | Attila tér – Haláp  | Baross utca – Faraktár utca – Vámospércsi út – – Fancsika – Csererdő – Nagycsere                   | Csererdő – Nagycsere – Fancsika – – Vámospércsi út – Faraktár utca – Hajnal utca                   |
| 2011-től  | Nagyállomás – Haláp | Wesselényi utca – Hajnal utca – Faraktár utca – Vámospércsi út – – Fancsika – Csererdő – Nagycsere | Csererdő – Nagycsere – Fancsika – – Vámospércsi út – Faraktár utca – Hajnal utca – Wesselényi utca |

## Megállóhelyei
| 0  | Nagyállomás végállomás      | 26 | 1, 2 10, 10A, 10Y, 14, 16, 18, 18Y, 21, 30, 30A, 30I, 30N, 39, 42, 42A, 43, 44, 46, 46E, 46H, 47, 47Y, 48, 49, 49Y, 146, A1, Airport1 5, 5A Helyközi buszok |
| 2  | Wesselényi utca             | 25 | 15, 15Y, 16, 21, 30, 30A, 30N, 43, A1 5, 5A Helyközi buszok                                                                                                 |
| 4  | Hajnal utca                 | 23 | 15, 15Y, 16, 19, 21, 25, 25Y, 41, 41Y, 43, 45, 125, 125Y, A1 4, 5, 5A                                                                                       |
| 5  | Faraktár utca               | ∫  | 4, 5, 5A 16, 19, 21, 25, 25Y, 41, 41Y, 43, 45, 125, 125Y, A1 Helyközi buszok                                                                                |
| 6  | Kolónia utca                | ∫  | 25, 25Y, 41, 41Y, 45, 125 Helyközi buszok |
| 7  | Falóger                     | 20 | 25, 25Y, 41, 41Y, 45, 125, 125Y Helyközi buszok Debrecen-Szabadságtelep                                                                                     |
| 9  | Komáromi Csipkés György tér | 19 | 11, 25, 25Y, 41, 41Y, 45, 125, 125Y Helyközi buszok Zsuzsi Erdei Vasút                                                                                      |
| 11 | Sólyom utca                 | 17 | 11, 25, 25Y, 45, 125, 125Y Helyközi buszok |
| 12 | Regionális Képző Központ    | 16 | 11, 23Y, 25, 25Y, 45, 125, 125Y Helyközi buszok |
| 13 | Hármashegy utca             | 15 | 23Y, 45, 125, 125Y |
| 14 | Kérész utca                 | 14 | 23Y, 45, 125, 125Y |
| 15 | Vámospércsi út              | 13 | 23Y, 45, 125, 125Y Helyközi buszok |
| 16 | Kondoroskert utca           | 12 | Zsuzsi Erdei Vasút |
| 17 | Fancsika                    | 11 | Helyközi buszok Zsuzsi Erdei Vasút |
| 18 | Kéknyelű utca               | 10 | |
| 19 | Csereerdő                   | 8  | Helyközi buszok Debrecen-Kondoros Zsuzsi Erdei Vasút |
| 21 | Nagycsere, iskola           | 6  | Helyközi buszok |
| 23 | Nagycsere, fatelep          | 5  | Helyközi buszok Nagycsere |
| 24 | Nagycsere, orvosi rendelő   | 3  | Helyközi buszok |
| 25 | Haláp, útőrház              | 2  | Helyközi buszok |
| 27 | Haláp, csárda               | 1  | Helyközi buszok |
| 29 | Haláp végállomás            | 0  | Helyközi buszok |